# Словаки в Польше

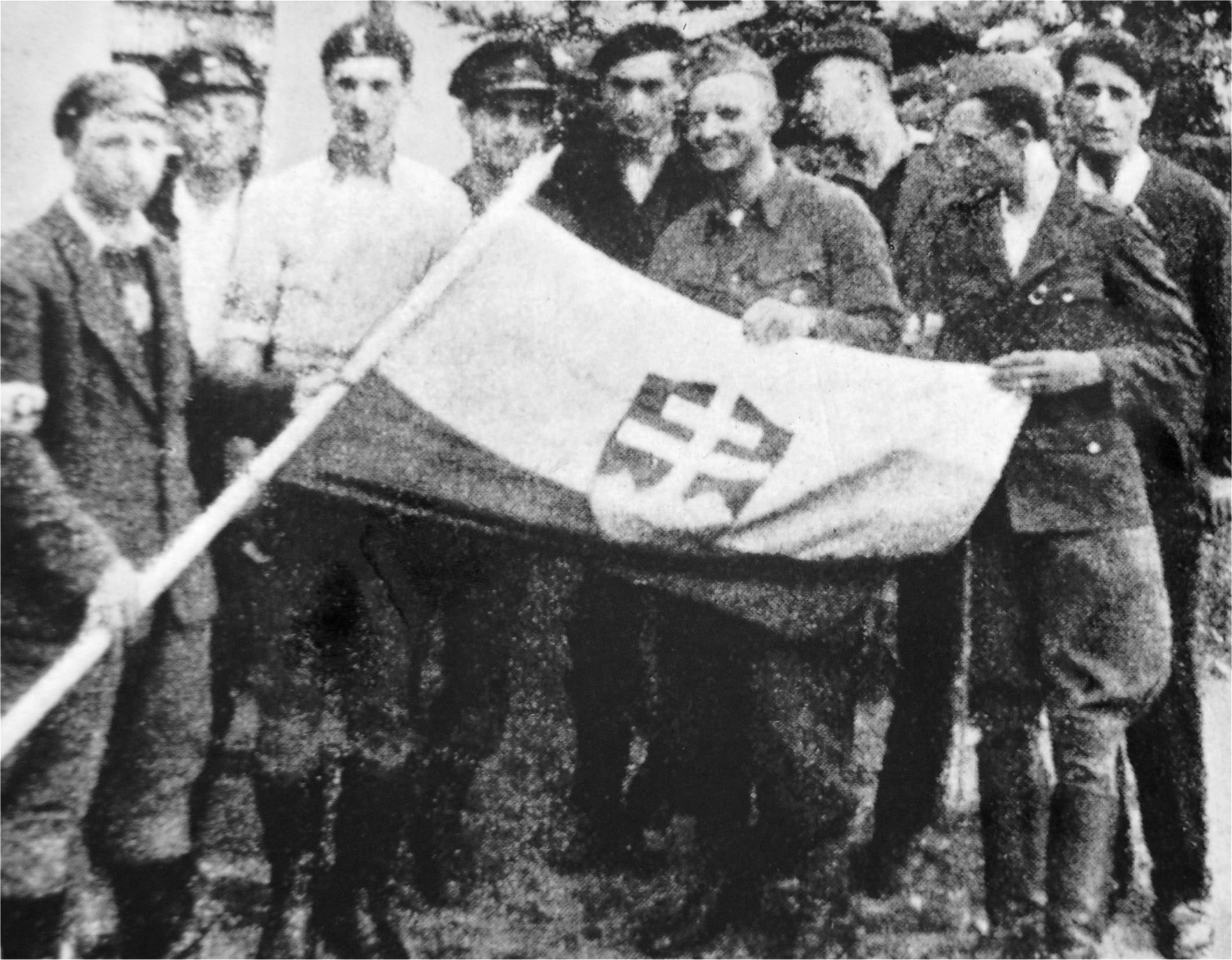
Словацкая рота № 535 во время Варшавского восстания

По́льские слова́ки (пол. Słowacy w Polsce) — национальное меньшинство проживающее в Польше. Основными районами проживания являются районы Оравы и Спиша.
По данным переписи населения 2021 года, 5889 жителей Польши декларировали словацкую национальность, в том числе 4508 как первую (из них 3291 — единственную) и 1381 как вторую. 2333 опрошенных считали себя одновременно поляками. По данным переписи населения 2021 года, в Польше 2382 человек используют словацкий язык дома. Согласно национальной переписи населения 2011 года, словацкую национальность заявили 3240 человек, из которых 1889 заявили её как единственную. Во время переписи населения 2002 года, не позволявшей включать две и более национальности, о принадлежности к словацкой национальности заявляли 1710 жителей Польши, в том числе: в Малопольском воеводстве — 1572 человека, в Силезском воеводстве — 40 человек и в Мазовецком воеводстве — 20 человек. Наибольший процент словаков имеют гмины Новы Тарг (3,26 %), Буковина Татшаньская (2,85 %), Лапше-Нижне (2,66 %), Яблонка (1,26 %), Липница-Велька (0,53 %).
В 12 образовательных заведениях на словацком языке обучаются 202 учеников. Словаки в большинстве католики. Словаки имеют своих представителей в Сейме и местных органах самоуправления.
Главной организацией словацкого меньшинства в Польше является Товарищество Словаков в Польше (словац. Spolok Slovákov v Poľsku, пол. Towarzystwo Słowaków w Polsce). Штаб-квартира товарищества располагается на ул. Св. Филипа № 7 в Кракове. Издаётся с 1958 года ежемесячный журнал «Жизнь» (словац. Život). Председателем является профессор Силезского университета, юрист, Юзеф Цонгва, награждённый за свою деятельность орденом Двойного белого креста II степени и орденом Polonia Restituta V степени.
Словаки проводят ряд культурных мероприятий в Польше:
- День словацкой культуры в Яблонке Оравской.
- Смотр краевых детских оркестров.
- Смотр фольклорных ансамблей в Кремпахах.
- Конкурс на День словацкой поэзии и прозы.

Словаки составляли значительную часть воинов Чехословацкого Легиона во время Сентябрьской войны. В ходе Варшавского восстания 1944 года в районе 2 округа Мокотув сражалась Словацкая рота № 535 под командованием подпоручика Мирослава «Станко» Иринга.
Польским словаком был также и создатель Мемориала орлят во Львове капитан Рудольф Индрух. Автором первой оперы на польском языке («Счастье в несчастье») был польский словак Мацей Каменский.